# Liste der Senatoren der Vereinigten Staaten aus Wyoming
Die Liste der Senatoren der Vereinigten Staaten aus Wyoming führt alle Personen auf, die jemals für diesen Bundesstaat dem US-Senat angehörten, nach den Senatsklassen sortiert. Dabei zeigt eine Klasse, wann dieser Senator wiedergewählt wird. Die Wahlen der Senatoren der class 1 fanden im Jahr 2018 statt, die Senatoren der class 2 wurden zuletzt im November 2020 wiedergewählt.

## Klasse 1

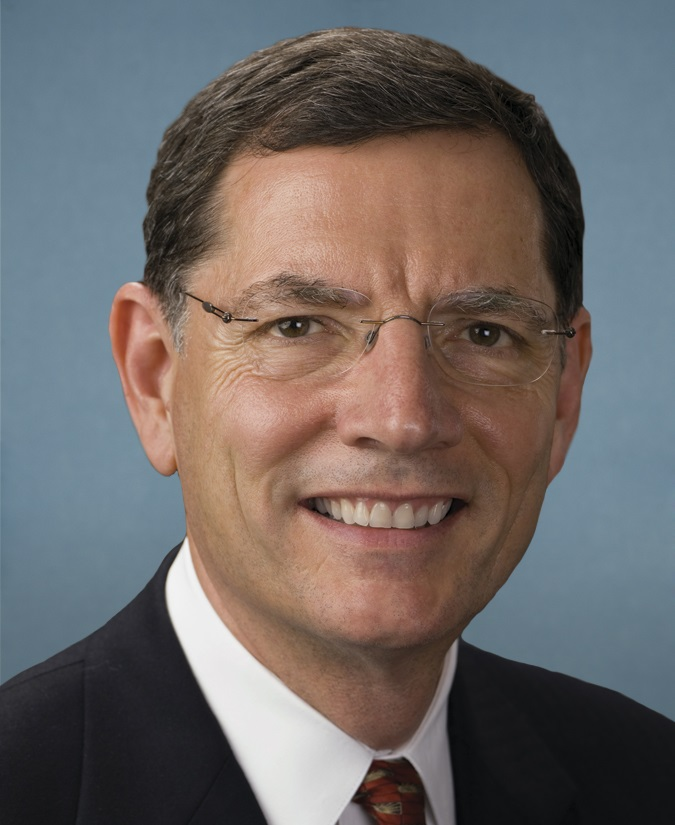
John Barrasso

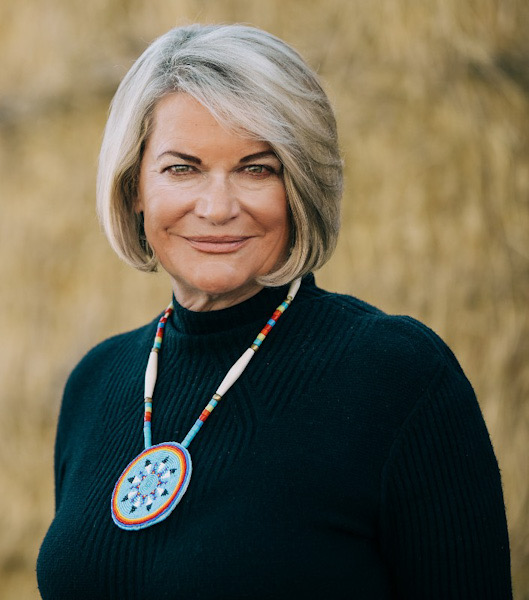
Cynthia Lummis

Wyoming ist seit dem 10. Juni 1890 US-Bundesstaat und hatte bis heute neun Senatoren der class 1 im Kongress.
| Name                         | Amtszeit  | Partei       | Lebensdaten                         |
| ---------------------------- | --------- | ------------ | ----------------------------------- |
| Francis Emroy Warren         | 1890–1893 | Republikaner | 20. Juni 1844–24. November 1929     |
| vakant                       |           |              |                                     |
| Clarence Don Clark           | 1895–1917 | Republikaner | 16. April 1851–18. November 1930    |
| John Benjamin Kendrick       | 1917–1933 | Demokrat     | 6. September 1857–3. November 1933  |
| Joseph Christopher O’Mahoney | 1934–1953 | Demokrat     | 5. November 1884–1. Dezember 1962   |
| Frank Aloysius Barrett       | 1953–1959 | Republikaner | 10. November 1892–30. Mai 1962      |
| Gale William McGee           | 1959–1977 | Demokrat     | 17. März 1915–9. April 1992         |
| Malcolm Wallop               | 1977–1995 | Republikaner | 27. Februar 1933–14. September 2011 |
| Craig Lyle Thomas            | 1995–2007 | Republikaner | 17. Februar 1933–4. Juni 2007       |
| John Anthony Barrasso        | seit 2007 | Republikaner | * 21. Juli 1952                     |

Asahel C. Beckwith wurde 1893 vom Gouverneur des Staates zum Senator ernannt, dies wurde vom Senat aber nicht anerkannt. Daher blieb der Sitz bis 1895 unbesetzt.

## Klasse 2
Wyoming stellte bis heute 15 Senatoren der class 2:
| Name                             | Amtszeit  | Partei       | Lebensdaten                        |
| -------------------------------- | --------- | ------------ | ---------------------------------- |
| Joseph Maull Carey               | 1890–1895 | Republikaner | 19. Januar 1845–5. Februar 1924    |
| Francis Emroy Warren             | 1895–1929 | Republikaner | 20. Juni 1844–24. November 1929    |
| Patrick Joseph Sullivan          | 1929–1930 | Republikaner | 17. März 1865–8. April 1935        |
| Robert Davis Carey               | 1930–1937 | Republikaner | 12. August 1878–17. Januar 1937    |
| Henry Herman Schwartz            | 1937–1943 | Demokrat     | 18. Mai 1869–24. April 1955        |
| Edward Vivian Robertson          | 1943–1949 | Republikaner | 27. Mai 1881–15. April 1963        |
| Lester Callaway Hunt             | 1949–1954 | Demokrat     | 8. Juli 1892–19. Juni 1954         |
| Edward David Crippa              | 1954      | Republikaner | 8. April 1899–20. Oktober 1960     |
| Joseph Christopher O’Mahoney     | 1954–1961 | Demokrat     | 5. November 1884–1. Dezember 1962  |
| John Joseph Hickey               | 1961–1962 | Demokrat     | 22. August 1911–22. September 1970 |
| Milward Lee Simpson              | 1962–1967 | Republikaner | 12. November 1897–11. Juni 1993    |
| Clifford Peter Hansen            | 1967–1978 | Republikaner | 16. Oktober 1912–20. Oktober 2009  |
| Alan Kooi Simpson                | 1979–1997 | Republikaner | 2. September 1931–14. März 2025    |
| Michael Bradley Enzi             | 1997–2021 | Republikaner | 1. Februar 1944–26. Juli 2021      |
| Cynthia Marie Lummis Wiederspahn | seit 2021 | Republikaner | * 10. September 1954               |